# Harmonisk moll

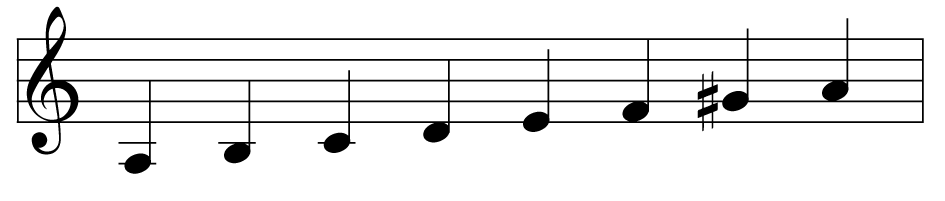
Harmonisk a-mollskala.

Harmonisk moll  kallas den skala som har intervallen S2 mellan ton 1 och 2, L2 mellan ton 2 och 3, S2 mellan ton 3 och 4, S2 mellan ton 4 och 5, L2 mellan ton 5 och 6, Ö2 mellan ton 6 och 7. 
S2 = stor sekund
L2 = liten sekund
Ö2 = överstigande sekund
Skalan är mycket vanlig inom västerländsk musik som går i moll. Den ackordfunktion som kallas dominant är i molltonart ofta ett durackord. Durdominantens ters är den harmoniska mollskalans höjda ton.
Ett känt exempel på harmonisk mollskala är visan ”Vem kan segla förutan vind?”. Visans näst sista ackord är en durdominant mot vilket skalans höjda ton uppträder.